# 인도차이나 (영화)
《인도차이나》(프랑스어: Indochine)는 1992년 개봉한 프랑스의 드라마 영화이다. 레지스 바르니에가 감독과 공동각본을 맡았다. 영화의 배경은 1930~50년대 프랑스령 인도차이나이다. 제65회 아카데미 외국어 영화상(1992), 1992 골든 글로브상 외국어 영화상 수상작이다. 주연을 맡은 카트린 드뇌브는 세자르상 여우주연상을 수상했다.

## 줄거리
1930년, 프랑스령 인도차이나에서 프랑스인 부모 밑에서 태어난 엘리안 드브리스는 상환 노동자들과 함께 그녀와 홀아비인 아버지의 고무플랜테이션을 운영한다. 그녀는 부모가 엘리안의 친구이자 응우옌 왕조의 일원이었던 십대 카밀의 입양모이다.
엘리안은 젊은 프랑스 해군 장교 장바티스트 르겐을 경매에서 같은 그림에 입찰하면서 만난다. 그는 사람들 앞에서 그녀에게 도전하고 며칠 후 그녀의 플랜테이션에 나타나 아편 밀수 혐의로 자신이 불태운 삼판의 소년을 찾는다. 엘리안과 장바티스트는 불륜을 시작한다.
카밀은 어느 날 우연히 장바티스트를 만나게 되는데, 그가 죄수 탈출 시도에서 그녀를 구해준다. 카밀은 장바티스트와 사랑에 빠진다. 이를 알게 된 엘리안은 고위 해군 관계자들과의 인맥을 이용해 장바티스트를 하이퐁으로 전근시킨다. 장바티스트는 크리스마스 파티에서 엘리안에게 이 사실을 따진다. 이어진 말다툼에서 그는 동료 장교들 앞에서 그녀를 때린다. 이로 인해 장바티스트는 인도차이나 북부의 외딴 프랑스 군사 기지인 드래곤 섬(혼롱)으로 보내진다.
엘리안은 카밀이 탄과 약혼하는 것을 허락하는데, 탄은 1930년 옌바이 봉기를 지지했다는 이유로 프랑스에서 학생 신분으로 추방당한 친-공산주의 베트남 소년이다. 동정심이 있는 탄은 카밀이 북쪽에서 장바티스트를 찾도록 허락한다. 걸어서 여행하던 카밀은 드래곤 섬에 도착하고, 함께 여행하던 베트남 가족과 다른 노동자들과 함께 투옥된다. 프랑스 장교들이 그녀의 여행 동반자들을 고문하고 살해하는 것을 본 후, 그녀는 장교를 공격하고 몸싸움 중에 그를 총으로 쏜다. 장바티스트는 이어진 총격전에서 카밀을 보호하기 위해 상관의 명령을 거부하고 두 사람은 도망친다.
며칠 동안 통킹만에서 표류하던 카밀과 장바티스트는 육지에 도착하여 공산주의 극단에 의해 받아들여지고, 그들은 외딴 계곡에서 피난처를 제공한다. 몇 달 후, 카밀은 장바티스트의 아이를 임신하지만, 안전을 위해 계곡을 떠나야 한다. 이제 고위 공산주의 요원인 탄은 극단이 연인들을 중국으로 밀수하도록 주선한다.
카밀과 장바티스트의 이야기는 베트남 배우들의 투옹 공연에서 전설이 된다. 부부가 중국 국경에 가까워지자 장바티스트는 카밀이 자는 동안 갓 태어난 아들 에티엔을 데리고 강에서 세례를 준다. 에티엔에게 세례를 준 후, 장바티스트는 프랑스 군인들의 기습을 받는다. 카밀은 붙잡히지 않고 극단과 함께 탈출하고, 장바티스트는 사이공 감옥에 수감되며 에티엔은 엘리안에게 넘겨진다.
며칠 동안 감옥에 있던 장바티스트는 먼저 에티엔을 볼 수 있다면 이야기하겠다고 동의한다. 사건의 관할권을 가진 해군은 인도차이나에서의 재판으로 인해 발생할 대중의 반발을 피하기 위해 브레스트 (프랑스)에서 장바티스트를 군법 회의에 회부할 계획이다. 장바티스트는 프랑스로 가기 전에 에티엔과 24시간 면회를 허락받는다. 그는 엘리안을 만나러 가고, 엘리안은 그가 사이공에 있는 그녀의 집에서 에티엔과 함께 밤을 보내도록 허락한다.
다음 날, 엘리안은 장바티스트가 침대에서 관자놀이에 총상을 입고 손에 총을 든 채 죽어 있는 것을 발견하며 에티엔은 무사했다. 격분한 엘리안은 경찰이 그를 살해했다고 의심하지만, 공산주의자들이 장바티스트를 침묵시키기 위해 그랬을 수도 있다는 것을 알게 된다. 이 죽음은 결국 자살로 판명된다. 카밀은 붙잡혀 방문객이 허용되지 않는 최고 보안 교도소인 풀로-콘도르로 보내진다. 5년 후, 인민전선이 집권하여 카밀을 포함한 모든 정치범을 석방한다. 엘리안은 카밀과 재회하지만, 카밀은 어머니와 아들에게 돌아가는 것을 거부하고 대신 공산주의자들과 함께 베트남의 독립을 위해 싸우기로 선택한다. 에티엔을 데리고 엘리안은 자신의 플랜테이션을 팔고 인도차이나를 떠난다.
1954년, 엘리안과 성장한 에티엔은 스위스를 방문하는데, 그곳에서 카밀은 베트남 공산당의 제네바 회담 대표이다. 카밀을 찾던 에티엔은 협상가들의 호텔로 가는데, 너무 붐벼서 그녀가 자신을 어떻게 찾거나 알아볼지 확신하지 못한다. 그는 엘리안에게 그녀를 자신의 어머니로 여긴다고 말한다. 다음 날, 프랑스령 인도차이나는 프랑스로부터 독립하고 베트남은 북부와 남부로 분할된다.

## 출연

### 주연
- 까뜨린느 드뇌브 : 엘리안느 데브리 역
- 벵상 뻬레 : 장 밥띠스트 역
- 장 얀느 : 가이 애셀린 역
- 린당 팜 : 까미유 역

### 조연
- 도미니크 블랑 : 이베떼 역
- 알랑 프로머거 : 도미니크 역
- 에릭 뉴엔 : 탄 역
- 칼로 브랜트 : 카스텔라니 역
- 앙리 마르토 : 에밀 역
- 안제이 세베린 : 에브라르 역
- 제라드 라티고 : 장군 역
- 위베르 생 마카리 : 레이몽 역
- 마이 차우 : 셴 역
- 추 헝 : 마리 드 사오 역
- 티볼트 드 몬탈렘버트 : 샤를 앙리 역
- 미셸 보이타 : 에드몽 드 뷰포르 역

## 기타
- 미술: 자크 버프누아
- 의상: 가브리엘라 페스쿠치
- 수입: 시네마천국

## 한국판 성우진(MBC)
- 송도영 - 엘리안 (카트린느 드뇌브)
- 안지환 - 장 바티스트 (벵상 뻬레)
- 김지영 - 카미유 (린당 팜)
- 이미자 - 이베트 (도미니크 블랑)
- 이도련 - 엘리안 아버지
- 권혁수
- 장성호
- 김용준
- 한수림
- 고성일
- 배정민
- 최한
- 표영재
- 방성준
- 이원찬
- 조현정

## 수상
- 1993년 제50회 골든 글로브 시상식 수상 외국어 영화상 (레지스 바르니에)
- 1993년 제65회 미국 아카데미 시상식 수상 외국어 영화상 (레지스 바르니에)
- 2016년 제22회 브졸국제아시아영화제 비트윈 파이스트 앤드 웨스트